# Papa Pio VII
Pio VII (em latim: Pius VII), O.S.B., nascido Barnaba Niccolò Maria Luigi Chiaramonti; (Cesena, 14 de agosto de 1742 – Vaticano, 20 de agosto de 1823) foi o Papa da Igreja Católica e Soberano dos Estados Papais de 14 de março de 1800 até a data de sua morte. Era Monge Beneditino, tendo tomado o nome de Dom Gregório Chiaramonti.

## Biografia

### Início da vida
Barnaba Niccolò Maria Luigi Chiaramonti nasceu em Cesena em 1742, filho mais novo do conde Scipione Chiaramonti (30 de abril de 1698 – 13 de setembro de 1750). Sua mãe, Giovanna Coronata (m. 22 de novembro de 1777), era filha do marquês Ghini; através dela, o futuro Papa Pio VII foi relacionada com a Braschi família de Pio VI após o casamento em 10 de novembro de 1713.[carece de fontes] Embora sua família era de status de nobre, não eram ricos, mas em vez disso, eram de estoque de classe média.
Seus avós maternos eram Barnaba Eufrasio Ghini e Isabella de 'conti Aguselli. Seus avós paternos foram Giacinto Chiaramonti (1673–1725) e Ottavia Maria Altini; seus bisavós paternos foram Scipione Chiaramonti (1642–1677) e Ottavia Maria Aldini. Seus bisavós paternos foram Chiaramonte Chiaramonti e Polissena Marescalchi.
Seus irmãos eram Giacinto Ignazio (19 de setembro de 1731 – 7 de junho de 1805), Tommaso (19 de dezembro de 1732 – 8 de dezembro de 1799) e Ottavia (1 de junho de 1738 – 7 de maio de 1814).
Como seus irmãos, ele frequentou o Collegio dei Nobili em Ravenna, mas decidiu ingressar na Ordem de São Bento aos 14 anos, em 2 de outubro de 1756, como noviço na Abadia de Santa Maria del Monte, em Cesena. Dois anos depois, em 20 de agosto de 1758, ele se tornou um membro professo e assumiu o nome de Gregório. Ele ensinou em faculdades beneditinos em Parma e Roma, e foi ordenado um sacerdote em 21 de setembro de 1765.

### Episcopado e cardinalato
Uma série de promoções resultou depois que seu parente, Giovanni Angelo Braschi, foi eleito Papa Pio VI (1775–1799). Alguns anos antes dessa eleição, em 1773, Chiaramonti se tornou o confessor pessoal de Braschi. Em 1776, Pio VI nomeou Dom Gregório, 34 anos, que lecionava no mosteiro de Sant'Anselmo, em Roma, como abade honorário em louvor ao seu mosteiro. Embora essa fosse uma prática antiga, atraía reclamações dos monges da comunidade, pois as comunidades monásticas geralmente sentiam que não estava de acordo com a regra de São Bento.
Em dezembro de 1782, o papa nomeou Dom Gregório como o bispo de Tivoli, perto de Roma. Pio VI logo o nomeou, em 14 de fevereiro de 1785, o Cardeal-Sacerdote de São Calisto, e como Bispo de Ímola, cargo que ocupou até 1816.
Quando o exército revolucionário francês invadiu a Itália em 1797, o cardeal Chiaramonti aconselhou a temperança e a submissão à recém-criada República Cisalpina. Em uma carta dirigida ao povo de sua diocese, Chiaramonti pediu que eles cumprissem "… nas atuais circunstâncias de mudança de governo (…)" a autoridade do vitorioso general comandante em chefe da Exército francês. Na homilia de Natal daquele ano, ele afirmou que não havia oposição entre uma forma democrática de governo e ser um bom católico: "A virtude cristã faz dos homens bons democratas… A igualdade não é uma ideia dos filósofos, mas de Cristo… e não acredito que a religião católica seja contra a democracia".

## Pontificado

### Eleição
Após a morte do Papa Pio VI, na época praticamente prisioneiro da França, em Valence em 1799, o conclave para eleger seu sucessor reuniu-se em 30 de novembro de 1799 no mosteiro beneditino de San Giorgio em Veneza. Havia três candidatos principais, dois dos quais se mostraram inaceitáveis para os Habsburgos, cujo candidato, Alessandro Mattei, não conseguiu votos suficientes. No entanto, Carlo Bellisomi também era candidato, embora não fosse favorecido pelos cardeais austríacos; um "veto virtual" foi imposto contra ele em nome de Francisco II e realizado pelo cardeal Franziskus Herzan von Harras.
Após vários meses de impasse, Jean-Sifrein Maury propôs Chiaramonti como candidato a compromisso. Em 14 de março de 1800, Chiaramonti foi eleito papa, certamente não a escolha dos oponentes obstinados da Revolução Francesa, e tomou como seu nome pontifício Pio VII em homenagem ao seu antecessor imediato. Ele foi coroado em 21 de março em uma cerimônia bastante incomum, usando uma tiara papel-machê enquanto os franceses haviam apreendido as tiaras seguradas pela Santa Sé ao ocupar Roma e forçar Pio VI ao exílio. Ele então partiu para Roma, navegando em um navio austríaco que mal podia navegar, o Bellona, que não possuía nem uma galera.. A viagem de doze dias terminou em Pésaro e ele seguiu para Roma.

### Negociações e exílio
Um dos primeiros atos de Pio VII foi nomear o clérigo menor Ercole Consalvi, que havia desempenhado tão habilmente o cargo de secretário do recente conclave, no Colégio de Cardeais e no escritório do Cardeal Secretário de Estado. Consalvi partiu imediatamente para a França, onde conseguiu negociar a Concordata de 1801 com o Primeiro Cônsul Napoleão. Embora não tenha efetivado um retorno à antiga ordem cristã, o tratado forneceu certas garantias civis à Igreja, reconhecendo "a religião católica, apostólica e romana" como a da "maioria dos cidadãos franceses".
Os principais termos da concordata entre a França e o papa incluem:
Uma proclamação de que "o catolicismo era a religião da grande maioria dos franceses", mas não era a religião oficial, mantendo a liberdade religiosa, em particular no que diz respeito aos protestantes:
- O papa tinha o direito de depor bispos;
- O estado pagaria salários clericais e o clero prestou juramento de lealdade ao estado;
- A igreja desistiu de todas as reivindicações para terras da igreja que foram tomadas após 1790;
- O domingo foi restabelecido como um "festival", a partir do domingo de Páscoa, em 18 de abril de 1802.

Como papa, ele seguiu uma política de cooperação com a República e o Império estabelecidos pela França. Ele esteve presente na coroação de Napoleão I em 1804. Ele até participou do Bloqueio Continental da Grã-Bretanha na França, sob as objeções de seu Secretário de Estado Consalvi, que foi forçado a renunciar. Apesar disso, a França ocupou e anexou os Estados Papais em 1809 e tomou Pio VII como prisioneiro, exilando-o para Savona. Em 15 de novembro de 1809, Pio VII consagrou a igreja em La Voglina, Valenza Po, Piemonte, com a intenção de que a vila de La Voglina se tornasse sua base espiritual enquanto estava no exílio. Infelizmente, sua residência teve vida curta quando Napoleão tomou conhecimento de suas intenções de estabelecer uma base permanente e logo foi exilado na França. Apesar disso, o papa continuou a se referir a Napoleão como "meu querido filho", mas acrescentou que ele era "um filho um pouco teimoso, mas um filho ainda".
Esse exílio só terminou quando Pio VII assinou a Concordata de Fontainebleau em 1813. Um resultado desse novo tratado foi a libertação dos cardeais exilados, incluindo Consalvi, que, ao se reintegrar ao séquito papal, persuadiu Pio VII a revogar as concessões que ele tinha feito nele. Pio VII começou a fazer isso em março de 1814, o que levou as autoridades francesas a prenderem muitos dos prelados opostos. Seu confinamento, no entanto, durou apenas uma questão de semanas, quando Napoleão abdicou em 11 de abril daquele ano. Assim que Pio VII retornou a Roma, ele imediatamente reviveu a Inquisição e o Índice de Livros Condenados.
A prisão de Pio VII veio de fato com um lado positivo para ele. Deu-lhe uma aura que o reconheceu como um mártir vivo, de modo que, quando ele voltou a Roma em maio de 1814, foi recebido com mais calor pelos italianos como herói.

### Relacionamento com Napoleão I
Desde o momento de sua eleição como papa até a queda de Napoleão em 1815, o reinado de Pio VII foi completamente retomado no trato com a França. Ele e o imperador estavam continuamente em conflito, muitas vezes envolvendo os desejos do líder militar francês de concessões às suas demandas. Pio VII queria sua própria libertação do exílio, bem como o retorno dos Estados Papais e, mais tarde, a libertação dos 13 "Cardeais Negros", ou seja, os Cardeais, incluindo Consalvi, que desprezaram o casamento de Napoleão com a Princesa. Marie Louise, acreditando que seu casamento anterior ainda era válido e havia sido exilado e empobrecido em consequência de sua posição juntamente com vários prelados, padres, monges, freiras e outros apoiadores exilados ou presos.

### Restauração dos jesuítas
Em 7 de março de 1801, Pio VII publicou o breve "Catholicae fidei" que aprovava a existência da Companhia de Jesus na Rússia e nomeou seu primeiro superior-geral como Franciszek Kareu. Este foi o primeiro passo na restauração da ordem. Em 31 de julho de 1814, ele assinou a bula papal Sollicitudo omnium ecclesiarum, que restaurou universalmente a Companhia de Jesus. Ele nomeou Tadeusz Brzozowski como Superior-Geral da ordem.

### Oposição à escravidão
Pio VII aderiu à declaração do Congresso de Viena de 1815, representada pelo cardeal Secretário de Estado Ercole Consalvi, e pediu a supressão do tráfico de escravos. Isso se aplicava principalmente a lugares como Espanha e Portugal, onde a escravidão era economicamente muito importante. O papa escreveu uma carta ao rei Luís XVIII de França de 20 de setembro de 1814 e ao rei João VI de Portugal em 1823 para incentivar o fim da escravidão. Ele condenou o tráfico de escravos e definiu a venda de pessoas como uma injustiça à dignidade da pessoa humana. Em sua carta ao rei de Portugal, ele escreveu: "o papa lamenta que esse comércio de negros, que ele acreditava ter cessado, ainda seja exercido em algumas regiões e de maneira ainda mais cruel. Ele implora e implora ao rei de Portugal que implementar toda a sua autoridade e sabedoria para extirpar essa vergonha profana e abominável ".

### Reinstituição do gueto judeu
Sob o domínio napoleônico, o gueto romano judeu havia sido abolido e os judeus eram livres para viver e se mudar para onde quisessem. Após a restauração do domínio papal, Pio VII restabeleceu o confinamento de judeus no gueto, mantendo as portas fechadas à noite.

### Outras atividades
Pio VII emitiu uma encíclica "Diu satis" para defender um retorno aos valores do Evangelho e universalizou a festa de Nossa Senhora das Dores em 15 de setembro. Ele condenou a Maçonaria e o movimento dos Carbonari na encíclica Ecclesiam a Jesu Christo em 1821. Pio VII afirmou que os maçons deveriam ser excomungados e os vinculava aos Carbonari, um grupo revolucionário anticlerical na Itália. Todos os membros dos Carbonari também foram excomungados.
Pio VII era multilíngue e sabia falar italiano, francês, inglês e latim.

### Inovações culturais
Pio VII era um homem de cultura e tentou revigorar Roma com escavações arqueológicas em Ostia, que revelavam ruínas e ícones desde os tempos antigos. Ele também teve paredes e outros edifícios reconstruídos e restaurou o Arco de Tito. Ele ordenou a construção de fontes e praças e ergueu o obelisco no Monte Pinciano.
O papa também garantiu que Roma fosse um lugar para artistas e artistas importantes da época, como Antonio Canova e Peter von Cornelius. Ele também enriqueceu a Biblioteca do Vaticano com numerosos manuscritos e livros. Foi Pio VII quem adotou a bandeira amarela e branca da Santa Sé como resposta à invasão napoleônica de 1808.

### Canonizações e beatificações
Ao longo de seu pontificado, Pio VII canonizou um total de cinco santos. Em 24 de maio de 1807, Pio VII canonizou Angela Merici, Benedito, o Mouro, Colette Boylet, Francisco Caracciolo e Hyacintha Mariscotti. Beatificou um total de 27 indivíduos, incluindo José Oriol, Berardo dei Marsi, José Maria Tomasi e Crispim de Viterbo.

### Consistórios
Pio VII criou 99 cardeais em dezenove consistórios, incluindo figuras eclesiais notáveis da época, como Ercole Consalvi, Bartolomeo Pacca e Carlo Odescalchi. O papa também nomeou seus dois sucessores imediatos como cardeais: Annibale della Genga e Francesco Saverio Castiglioni (o último dos quais se diz que Pio VII e seu sucessor se refeririam como "Pio VIII").

### O possível milagre de Pio VII
Em 15 de agosto de 1811 — a Festa da Assunção — está registrado que o papa celebrou a missa e foi dito que entrou em transe e começou a levitar de uma maneira que o atraiu para o altar. Esse episódio em particular despertou grande espanto e admiração entre os atendentes, que incluíam os soldados franceses que o vigiavam, incrédulos com o que ocorrera.

### Condenação de heresia
Em 3 de junho de 1816, Pio VII condenou as obras de melquita bispo Germanos Adam. Os escritos de Adam apoiavam o conciliarismo, a visão de que a autoridade dos conselhos ecumênicos era maior que a do papado.

### Morte e enterro
Em 1822, Pio VII completou 80 anos e sua saúde estava visivelmente em declínio. Em 6 de julho de 1823, ele fraturou o quadril em uma queda nos aposentos papais e ficou acamado a partir daquele momento. Nas últimas semanas, ele frequentemente perdia a consciência e murmurava os nomes das cidades para as quais fora transportado pelas forças francesas. Com o cardeal Secretário de Estado Ercole Consalvi ao seu lado, Pio VII sucumbiu ao seu ferimento em 20 de agosto às 5 da manhã.
Ele foi enterrado brevemente nas grutas do Vaticano, mas depois foi enterrado em um monumento na Basílica de São Pedro após seu funeral em 25 de agosto.

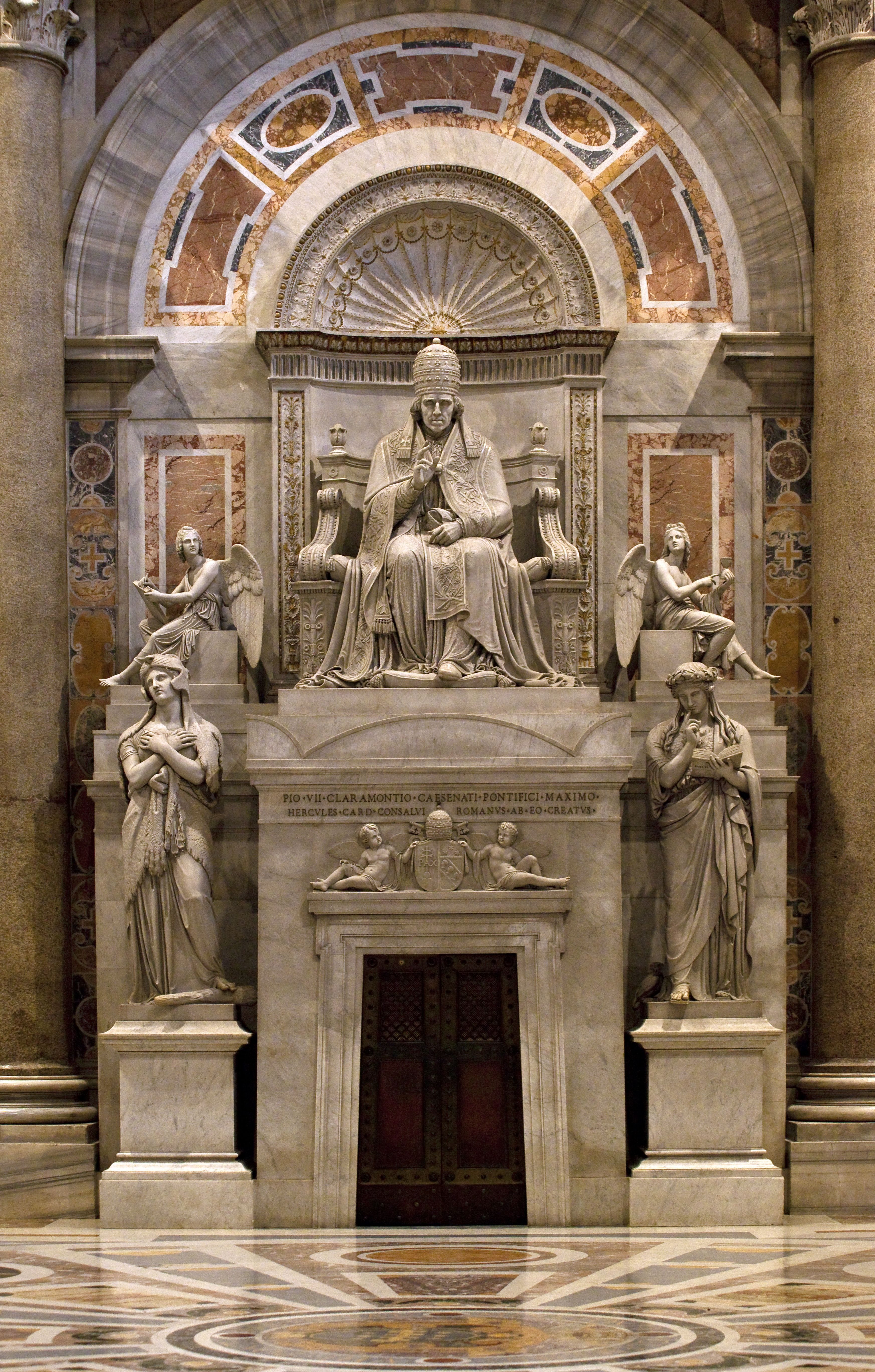
A tumba de Pio VII

## Processo de beatificação
Em 10 de julho de 2006, foi apresentado à Santa Sé um pedido para iniciar o processo de beatificação e recebeu a aprovação do Cardeal Camillo Ruini (Vigário de Roma), que transferiu o pedido à Congregação para as Causas dos Santos. A Congregação — em 24 de fevereiro de 2007 — aprovou a abertura da causa em resposta ao chamado dos bispos da Ligúria.
Em 15 de agosto de 2007, a Santa Sé entrou em contato com a diocese de Savona-Noli com a notícia de que o Papa Bento XVI havia declarado "nihil obstat" (nada se opõe a) a causa da beatificação do falecido pontífice, abrindo assim o processo diocesano de beatificação para o Papa. Ele agora tem o título de Servo de Deus. O texto oficial que declarou a abertura da causa foi: " Summus Pontifex Benedictus XVI declarou, ex parte Sanctae Sedis, nihil obstare quominus em Causa Beatificationis e Canonizationis Servi Dei Pii Barnabae Gregorii VII Chiaramonti ". O trabalho sobre a causa começou no mês seguinte na coleta de documentação sobre o falecido papa.
Desde então, foi eleito patrono da diocese de Savona e patrono dos prisioneiros.
No final de 2018, o bispo de Savona anunciou que a causa de Pio VII continuaria após a conclusão da preparação e investigação iniciais. O bispo nomeou um novo postulador e um tribunal diocesano que começaria a trabalhar na causa.
O primeiro postulador da causa foi o padre Giovanni Farris (2007–18) e o atual postulador desde 2018 é o pe. Giovanni Margara.

## Brasão e Lema

Brasão pontifício de Pio VII.

- Descrição: Escudo eclesiástico partido: o 1.º de blau com um monte de três cômoros e uma cruz de dois braços atravessada da palavra PAX, em letras romanas, tudo de jalde — Armas da Ordem Beneditina; o 2.º fendido de jalde e blau plenos, com uma banda de argente carregada de três cabeças de mouro vendadas de argente e postas no sentido da banda e esta atravessante sobre o fendido; Chefe de blau carregado de três estrelas de seis pontas, de jalde, postas 1 e 2 — armas dos Chiaramonti. O escudo está assente em tarja branca. O conjunto pousado sobre duas chaves decussadas, a primeira de jalde e a segunda de argente, atadas por um cordão de goles, com seus pingentes. Timbre: a tiara papal de argente com três coroas de jalde. Quando são postos suportes, estes são dois anjos de carnação, sustentando cada um, na mão livre, uma cruz trevolada tripla, de jalde.

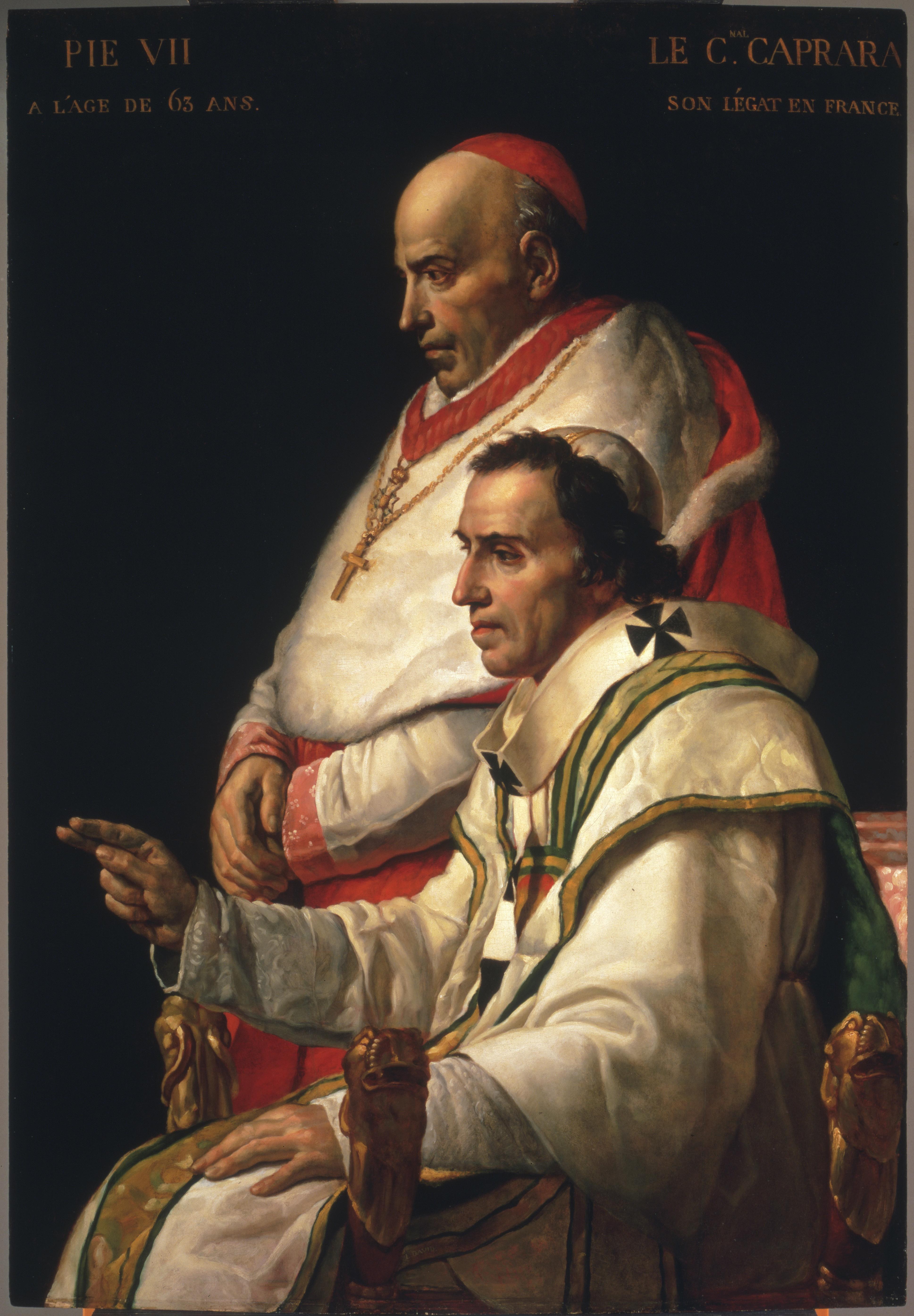
Pio VII

- Interpretação: O escudo obedece às regras heráldicas para os eclesiásticos. No 1.º estão representadas as armas da Ordem Beneditina, na qual o pontífice era monge, sendo que seu campo de blau (azul) representa o firmamento celeste e ainda o manto de Nossa Senhora, sendo que este esmalte significa: justiça, serenidade, fortaleza, boa fama e nobreza; o monte de três cômeros representa o Calvário sobre o qual está a cruz, símbolo maior do cristianismo e a palavra PAX representa o objetivo da vida do monge beneditino, que é atingir a paz através da oração e do trabalho, sendo de jalde (ouro) simbolizam: nobreza, autoridade, premência, generosidade, ardor e descortínio. Alguns heraldistas consideram que estas armas da Ordem de São Bento, no brasão papal, estão modificadas em suas cores, pois seriam originalmente de argente, com um monte de três cômeros de sinopla e com a cruz e a palavra PAX em sable. No 2.º, os campos, por seus esmalte blau (azul) e metal jalde (ouro) têm os significados já acima descritos; a banda de argente (prata) traduz: inocência, castidade, pureza e eloquência; as cabeças de mouro vendadas representa a necessidade de Evangelizar, levando a fé, a esperança e a caridade aos que ainda não receberam a luz do Evangelho, sendo de sable (negro) traduzem sabedoria, ciência, honestidade e firmeza. O chefe é retirada das armas familiares do pontífice, oriundo da nobreza italiana. Os elementos externos do brasão expressam a jurisdição suprema do papa.

As duas chaves "decussadas", uma de jalde (ouro) e a outra de argente (prata) são símbolos do poder espiritual e do poder temporal. E são uma referência do poder máximo do Sucessor de Pedro, relatado no Evangelho de São Mateus, que narra que Nosso Senhor Jesus Cristo disse a Pedro: "Dar-te-ei as chaves do reino dos céus, e tudo o que ligares na terra será ligado no céu, e tudo o que desligares na terra, será desligado no céu" (Mt 16, 19). Por conseguinte, as chaves são o símbolo típico do poder dado por Cristo a São Pedro e aos seus sucessores. A tiara papal usada como timbre, recorda, por sua simbologia, os três poderes papais: de Ordem, Jurisdição e Magistério, e sua unidade na mesma pessoa.

## Ordenações[19]

### Ordenações diaconais
- Ercole Consalvi † (1801)

### Ordenações episcopais
Foi o principal sagrante dos seguintes bispos:
- Antonio Codronchi † (1785)
- Alessandro Alessandretti † (1787)
- Giacomo Boschi † (1788)
- František Herzan von Harras † (1800)
- Gioacchino Tosi † (1804)
- Dominique-Georges-Frédéric Dufour de Pradt † (1805)
- Gabriel-Laurent Paillou † (1805)
- Giulio Gabrielli † (1808)
- Diego Innico Caracciolo † (1814)
- Antonio Lamberto Rusconi † (1816)
- Nicola Riganti † (1816)
- Johann Baptist Judas Thaddeus von Keller † (1816)
- Emmanuele Custo † (1816)